# The Theatre Bizarre
The Theatre Bizarre è un film ad episodi del 2011.
Si tratta di una co-produzione franco-statunitense che porta la firma di sette diversi registi, tra cui Tom Savini e Richard Stanley.
Il film presenta sei episodi, legati assieme dal fatto che sono tutte storie raccontate nello stesso posto, un teatro.
Il lungometraggio si ispira al genere teatrale del Grand Guignol (dovuto anche al fatto che nel teatro sono presenti dei manichini. "Guignol" in francese significa anche "pupazzo", "fantoccio"). Non è stato distribuito in Italia.

## Trama
La giovane Enola Penny, un'artista ossessionata con un teatro all'apparenza fatiscente e pericolante situato di fronte casa sua, decide di entrarvici per scoprire cosa c'è. Non trova niente, se non bizzarri manichini. Appena entra, uno di essi, Peg Poett, si anima e inizia a raccontare alla sventurata ragazza sei storie dell'orrore, ognuna di esse preceduta da una breve rappresentazione di manichini meccanici. Al termine di ogni storia, Enola inizia a diventare sempre più simile ad un manichino mentre Peg Poett, man mano che il film scorre, da pupazzo inanimato diventa un essere umano in carne ed ossa.

### Mother Of Toads
- Regia: Richard Stanley.

Una coppia statunitense si trova in vacanza in Francia. Lei vuole pensare solo allo shopping, lui invece è affascinato dall'esoterismo europeo. A un mercatino, i due conoscono una strana donna che vuole invitarli a casa sua nel pomeriggio. Lei preferisce rilassarsi in un centro benessere, lui accetta e va dalla donna. Una volta lì, lei gli racconta un'antica leggenda della sua famiglia: la leggenda della Madre dei Rospi, un terribile mostro metà donna e metà rospo. Quando il ragazzo vuole andarsene, la donna gli dà del vino e poi fa l'amore con lui. Il ragazzo ancora non sa che quella donna è proprio la Madre dei Rospi, ed ha scelto lui come partner per la sua prossima progenie.

### I Love You
- Regia: Buddy Giovinazzo

La vicenda si svolge a Berlino. Un uomo si sveglia in un bagno con i vestiti macchiati di sangue, ma non ricorda quel sangue da dove possa venire. Inoltre è preoccupato perché non riesce a sentire la moglie da un po'. Quello che non sa è che la moglie vuole divorziare e sta venendo a casa dell'uomo per prendere le sue cose e andarsene, perché stufa del fatto che il marito sia troppo soffocante. Lui tenta di giustificarsi dicendo che la ama moltissimo e non può stare senza di lei. La moglie però gli confessa di non averlo mai sopportato, di averlo ripetutamente tradito e di aver addirittura abortito per evitare di rimanere con lui. Dopo aver preso tutto, se ne va con il suo amante. Qualcosa però torna nella testa dell'uomo, che si ritrova di nuovo con i vestiti macchiati di sangue questa volta ricordando la dinamica dei fatti: in preda a un attacco d'ira, ha ucciso la moglie e l'amante, che era venuta a prenderla per aiutarla con le valigie. Preso da un attacco di pentimento, afferra il coltello con il quale aveva ucciso la moglie e si taglia la gola, morendo dissanguato abbracciato alla moglie, ripetendo le parole "I Love You" (Ti Amo) fino alla morte.

### Wet Dreams
- Regia: Tom Savini

Un uomo, Donnie, si sveglia in preda ad un violento incubo nel quale mentre ha un rapporto sessuale con una ragazza, viene evirato da due mandibole acuminate situate nella vagina della ragazza. Nel delirio, colpisce involontariamente sua moglie Carla. Quella mattina discutono perché, secondo Carla, Donnie la trascura per il lavoro e le partite di football alla televisione. In realtà, Donnie ha un'amante di nome Maxine. Sempre in preda a violenti incubi in cui il suo pene viene reciso, Donnie va da uno psicologo che gli consiglia di prendere coscienza del fatto che sta sognando. Carla intanto scopre la tresca che c'è tra Donnie e Maxine aiutata dallo psicologo di Donnie, che è anche l'amante di Carla. Un giorno Donnie ha un violento incidente d'auto. Carla si prenderà cura di lui, però a modo suo: tagliandogli tutti gli arti e il pene e mettendolo in soffitta, con il video del loro matrimonio proiettato ininterrottamente.

### The Accident
- Regia: Douglas Buck

Dopo aver visto un violento incidente tra due moto, una madre e sua figlia piccola discutono sulle varie cause della morte.

### Vision Stains
- Regia: Karim Hussain

Una giovane donna è una serial killer che uccide giovani donne che vogliono suicidarsi per poi prelevare il loro sangue e iniettarselo negli occhi, conferendole il potere di vivere le loro vite ed avere così materiale sufficiente per continuare a scrivere di vite di altre persone.

### Sweets
- Regia: David Gregory

Greg ed Estelle sono una coppia che usa il cibo come elemento erotizzante (specialmente i dolci). Purtroppo però le cose tra di loro non vanno più bene ed Estelle vuole lasciarlo. Le continue suppliche di Greg a non farlo, ricordando come si sono divertiti in passato, fa sì che Estelle rimanga con lui. Più tardi quella sera, Estelle viene invitata ad una serata in un club molto speciale, per gente feticista del cibo. Tra discorsi di moda ed architettura, viene servito il piatto principale: è il povero Greg, a cui prima vengono recisi i tendini e poi viene infilzato ad un gancio da macellaio, appeso e squartato vivo. I membri del club banchettano con le sue interiora.
Alla fine del banchetto, i commensali sono disposti nella stessa posizione di Gesù e gli apostoli nell'Ultima Cena di Leonardo da Vinci.